# Транспорт в УРСР
Транспорт в УРСР був важливим сектором народного господарства, який в економіці УРСР становив 12 — 13 % всіх коштів продукції, а в таких галузях, як нафтопереробна, вугільна чи хімічна, доходило до 27—35 %. Транспорт в УРСР поділявся на залізничний, річковий, морський, автомобільний, повітряний, трубопровідний і міський пасажирський. 1977 року обіг сектора транспорту (включно з сектором зв'язку) обчислювано на 4,1 млрд крб. (5,6 % усього народного доходу УРСР, 1956 — 3,1 %). 1975 року у транспортній сфері працювало 1,7 млн осіб (10,8 %). Частка України в загальносоюзній продукції транспорту 1975 року становила 16,1 %, число працюючих — 18,5 %.

## Види транспорту

### Залізничний транспорт
Робота залізничного транспорту стала ефективнішою завдяки різним технологічним удосконаленням: на 1977 рік було електризовано 31 % залізничної мережі УРСР, при тому, що 1950 року її було лише 1 %), збільшено довжину паралельних ліній (з 1960 року на 1230 км). Завдяки цьому вже 1970 року 54 % вантажів перевезено електричною тягою, 43 % — тепловозами. Для перевезення вантажів вживали переважно чотири-, шести- й восьмивісні вагони, спеціалізовані вагони та модерні електровози типу ВЛ8, ВЛ60 та ВЛ80. Для пасажирських перевезень використовувались електровози ВЛ60 П. Постійно зростав також загальний рівень автоматизації й механізації залізничного транспорту. Вантажний залізничний транспорт УРСР порівняно, наприклад, з американським залізничним транспортом того часу, повільніший і перевозить менше вантажів на вагон, але завдяки інтенсивнішому уживанню вагонів та паровозів був продуктивнішим.
З усіх перевезених в УРСР вантажів на 1977 рік 28,4 % припадало на кам'яне вугілля (1965 — 31,0 %), 23,4 % (19,9 %) на мінеральні будівельні матеріали, 13,1 % (13,2 %) на різні руди, 6,0 % (4,4 %) на нафту і нафтові продукти, 2,6 % (2,9 %) на збіжжя.
1971 року на залізничному транспорті працювало 74 000 осіб, тобто понад 1/4 усіх працюючих на транспорті і 2,6 % у всьому народному господарстві (на 1940 рік — 5,4 %).

### Автомобільний транспорт
Автомобільний транспорт розвинувся в УРСР швидко після Другої світової війни; його розвиток відбувався рівномірно зі зростанням автомобільної промисловості. Хоч довжина всіх автомобільних шляхів зменшилася в УРСР з 270 800 км у 1940 році до 165 300 км у 1977, через те, що деякі шляхи перестали бути магістральними завдяки ефективнішому розміщенню нових шляхів з твердим покриттям, все одно довжина шляхів з твердим покриттям збільшилася з 29300 до 116700 км у 1975 році; з них лише близько 20 км (Київ — Бориспіль) припадає на чотириколійні автостради. Найважливішими магістралями УРСР були шляхи: Київ — Москва, Москва — Харків — Сімферополь, Київ — Харків — Ростов, Київ — Рівне — Львів, Київ — Дніпропетровськ — Донецьк, Ленінград — Київ — Одеса, Житомир — Кам'янець-Подільський, Львів — Чернівці;
Автомобільний транспорт був важливий зокрема для перевезення вантажів і пасажирів на короткі відстані. Він перевозив утроє більше вантажів порівняно з іншими видами транспорту, але лише 9,3 % всього вантажообігу України. Уже на кінець 1960-их років пасажирським автомобільним транспортом були сполучені всі обласні та районні центри і 9 300 колгоспів та радгоспів. Регулярні пасажирські перевезення автобусами на 1977 рік функціонували у 390 містах та смт, таксомоторами в 457 інших місцевостях. На кінець 1960-их років діяло 14 350 маршрутів авттомобільного транспорту з близько 150 000 працівників.
Автомобільний транспорт загального вжитку був підпорядкований республіканському міністерству будівництва і експлуатації автомобільних шляхів, а решта — різним підприємствам й економічним організаціям. Дослідження в сфері автомобільного транспорту проводив Державний автомобільно-дорожній науково-дослідний інститут у Києві з філіалами у Дніпропетровську, Одесі, Львові і Сімферополі.

### Повітряний транспорт

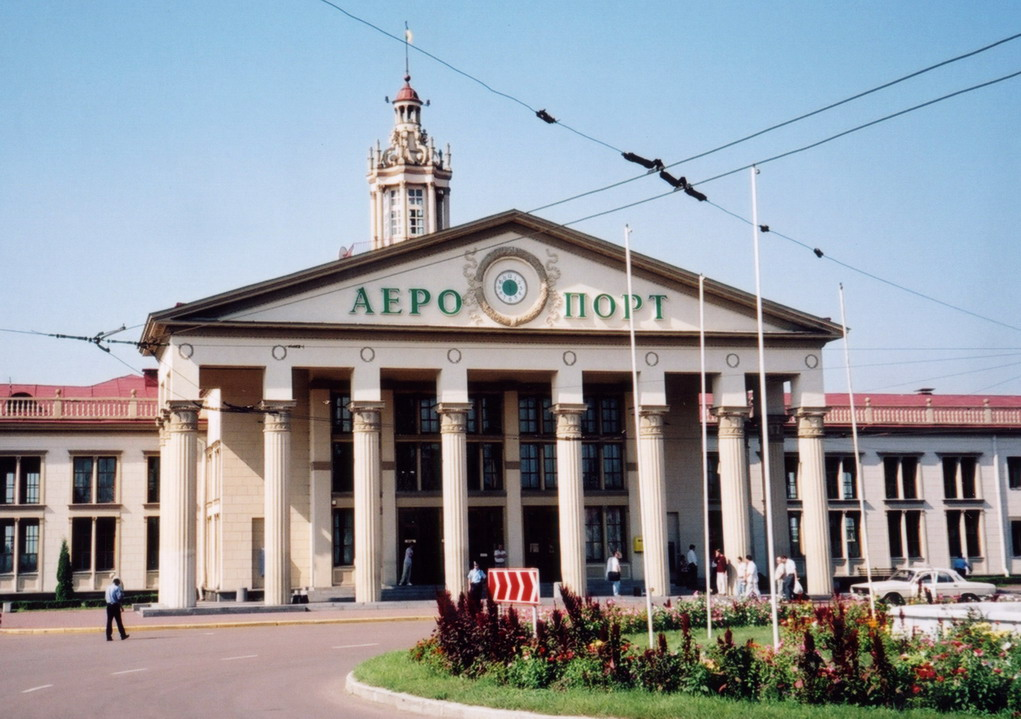
Фасад радянського аеровокзалу «Львів», відкритий 1955 року

Повітряний транспорт також зазнав великого розвитку після Другої світової війни. За цей час закладено багато повітряних ліній та побудовано нові аеропорти й реконструйовано низку досі діючих. На кінець 1970-х років усі обласні та багато районних центрів мали повітряне сполучення. Аеропорти «Бориспіль», «Львів» й «Одеса» були міжнародними аеропортами. Регулярне повітряне сполучення було встановлене з Белградом, Будапештом, Бухарестом, Варшавою, Берліном, Прагою, Софією, Варною, Віднем, Франкфуртом-над-Майном, Парижем та багатьма містами інших республік СРСР. Проте, переважало перевезення пасажирів на короткі відстані. Для середніх ліній використовувалися літаки типу Ту-124, Ту-134, Ту-154 (на 40 — 50 місць, швидкість 800—900 км/год.); для далеких — Ту-114 або Іл-62 з дещо більшою швидкістю. До найбільших належав літак Ан-22 «Антей» (на 720 пасажирів або 80 т вантажу, швидкість 740 км/год.), розроблений у Києві. 1975 року повітряний флот України виконав авіахімічні роботи в сільському і лісному господарстві на 16,7 млн га.
Роботою повітряного транспорту в УРСР керувало Українське управління цивільної авіації, найбільше з усіх регіональних управлінь СРСР, підпорядковане союзному міністерству в Москві.

### Міський транспорт
Міський транспорт УРСР включав в себе метрополітени, трамваї, тролейбуси та внутрішньоміські автобуси. Метрополітени були в Києві і Харкові ; 1977 року вони перевезли 340 млн пасажирів. Трамваями були забезпечені 25 міст (довжина лінії 2 008 км; 1 837 млн пасажирів), тролейбусами — 37 міст (2 888 км і 2 267 млн пасажирів), а автобусами перевезено 4 467 млн пасажирів.
В УРСР вперше у світовій практиці київський винахідник Володимир Веклич створив тролейбусний поїзд, який вийшов у перший рейс 12 червня 1966 року.  На момент 1983 року в 296 тролейбусних поїздах за системою Володимира Веклича працювали вже більше половини парку київських тролейбусів, що дозволило вивільнити більше ніж 800 водіїв, та підняти провізну спроможність тролейбусного транспорту столиці в 1,6 рази. 
Успішний досвід киян був перейнятий не тільки електротранспортниками міст України (Дніпропетровська, Харкова, Севастополю, Донецьку), а також містами інших республік (Риги, Ленінграду, Таллінну, Краснодару, Новосибірську, Омську та ін.).
30 грудня 1978 року в Києві стала до ладу перша в СРСР лінія швидкісного трамваю побудована за ініціативою Володимира Веклича і Василя Дяконова (1978).

## Статистика
| Галузь                         | 1940        | 1950 | 1960 | 1977         |
| залізничні лінії               | 20,1 (18,9) | 20,2 | 21,1 | 22,3 (16,0)  |
| судноплавні річки              | 3,2 (2,9)   | 4,8  | 4,8  | 4,7 (3,2)    |
| биті шляхи з твердим покриттям | 29,3 (20,4) | 33,5 | 47,4 | 124,4 (17,1) |

Зростання мережі шляхів з твердим покриттям пов'язане з зростанням автомобільного Транспорту. Проте з уваги на прискорений економічний розвиток інших районів СРСР (зокрема азійської його частини), частка УРСР пропорційно до частки населення нижча від середньої для СРСР, але дуже висока пропорційно до її території (лише 2,7 % всього СРСР). Крім залізниць загального користування, багато підприємств й економічних організацій УРСР мали свої заізничні шляхи: на 1950 рік — 11800 км, мна 1977  — 23 400 км з вантажообігом 15,4 млрд т/км. Через це зростання мережі шляхів відбулося значне зростання вантажо- і пасажирообігу.

### Вантажні перевезення
| Вид транспорту | 1940        | 1950  | 1960  | 1977         |
| залізничний    | 71,9 (17,1) | 85,0  | 216,4 | 471,4 (14,2) |
| річковий       | 1,1 (3,0)   | 1,1   | 4,1   | 10,1 (4,4)   |
| морський       | 4,3 (17,2)  | 7,7   | 30,7  | 180,2 (23,3) |
| автомобільний  | 1,7 (18,8)  | 3,6   | 17,7  | 63,9 (17,1)  |
| повітряний     | 0,001 (5,0) | 0,011 | 0,044 | 0,3 (10,7)   |

Проте значна більшість перевезень проводилась саме через залізничний транспорт:
| Вид транспорту | 1940          | 1950  | 1960  | 1977          |
| залізничний    | 91,0 (85,8)   | 87,8  | 85,3  | 65,1 (70,7)   |
| річковий       | 1,4 (7,3)     | 1,1   | 1,5   | 1,3 (4,9)     |
| морський       | 5,4 (5,0)     | 7,5   | 8,3   | 24,8 (16,4)   |
| автомобільний  | 2,1 (1,8)     | 3,5   | 4,8   | 8,7 (7,9)     |
| повітряний     | 0,1 (0,1)     | 0,1   | 0,1   | 0,1 (0,1)     |
| Загалом        | 100,0 (100,0) | 100,0 | 100,0 | 100,0 (100,0) |

Незважаючи на це, на ближчі відстані переважав саме автомобільний вантажообіг:
| Вид транспорту | 1940  | 1960   | 1977   |
| залізничний    | 366,6 | 986,8  | 2007,9 |
| річковий       | 4,6   | 12,8   | 47,1   |
| автомобільний  | 187,2 | 1677,9 | 4350,7 |

### Пасажирські перевезення
Попри дальше зростання залізничного пасажирообігу, з середини 1960-их pp. порівняно з автомобільним він зійшов на другий план. Особливо швидко зростає перевіз пасажирів автобусами (в основному на короткі відстані): на 1940 рік — 29,4 млн, а на 1977 — 7484,2 млн, відповідно залізницею: 512 і 243 млн. Крім того, близько 8 % всього пасажирообігу УРСР припадало на пасажирообіг легковими автомобілями. Найшвидше зростає повітряний пасажирський Трансворт: перевіз пасажирів зріс за 1940–1977 pp. з 34000 до 11,2 млн.
| Вид транспорту               | 1940        | 1950 | 1960 | 1977        |
| залізничний                  | 16,4 (16,3) | 12,8 | 25,4 | 53,4 (15,9) |
| річковий                     | 0,36 (9,4)  | 0,18 | 0,31 | 0,51 (9,6)  |
| морський (млрд пасажиромиль) | —           | —    | 0,25 | 0,81 (28,5) |
| автомобільний                | 0,28 (8,3)  | 0,39 | 10,0 | 75,2 (21,8) |
| повітряний                   | 0,01 (7,0)  | 0,1  | 0,67 | 11,9 (9,3)  |

Питома вага окремих галузей транспорту в пасажирообігу України:
| Вид транспорту | 1940  | 1950  | 1960  | 1977  |
| залізничний    | 96,1  | 94,9  | 69,3  | 37,6  |
| автомобільний  | 1,7   | 2,9   | 27,2  | 53,1  |
| морський       | —     | —     | 0,7   | 0,4   |
| річковий       | 2,1   | 1,4   | 0,9   | 0,5   |
| повітряний     | 0,1   | 0,8   | 1,9   | 8,4   |
| Загалом        | 100,0 | 100,0 | 100,0 | 100,0 |